# SN 2003fg
SN 2003fg (namngiven SNLS-03D3bb av Canada-France-Hawaii Supernova Legacy Survey och ibland kallad "Champagnesupernovan") var en supernova som upptäcktes 2003 och beskrevs i Nature den 21 september 2006. Smeknamnet togs från sången "Champagne Supernova" av engelska rockbandet Oasis från 1995.